# Pernegg
Pernegg osztrák mezőváros Alsó-Ausztria Horni járásában. 2024 januárjában 690 lakosa volt. 

## Elhelyezkedése

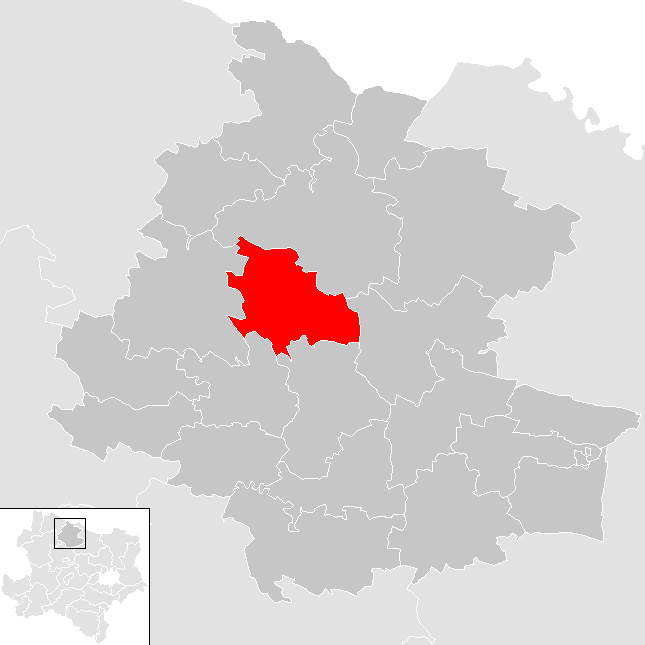
Pernegg a Horni járásban

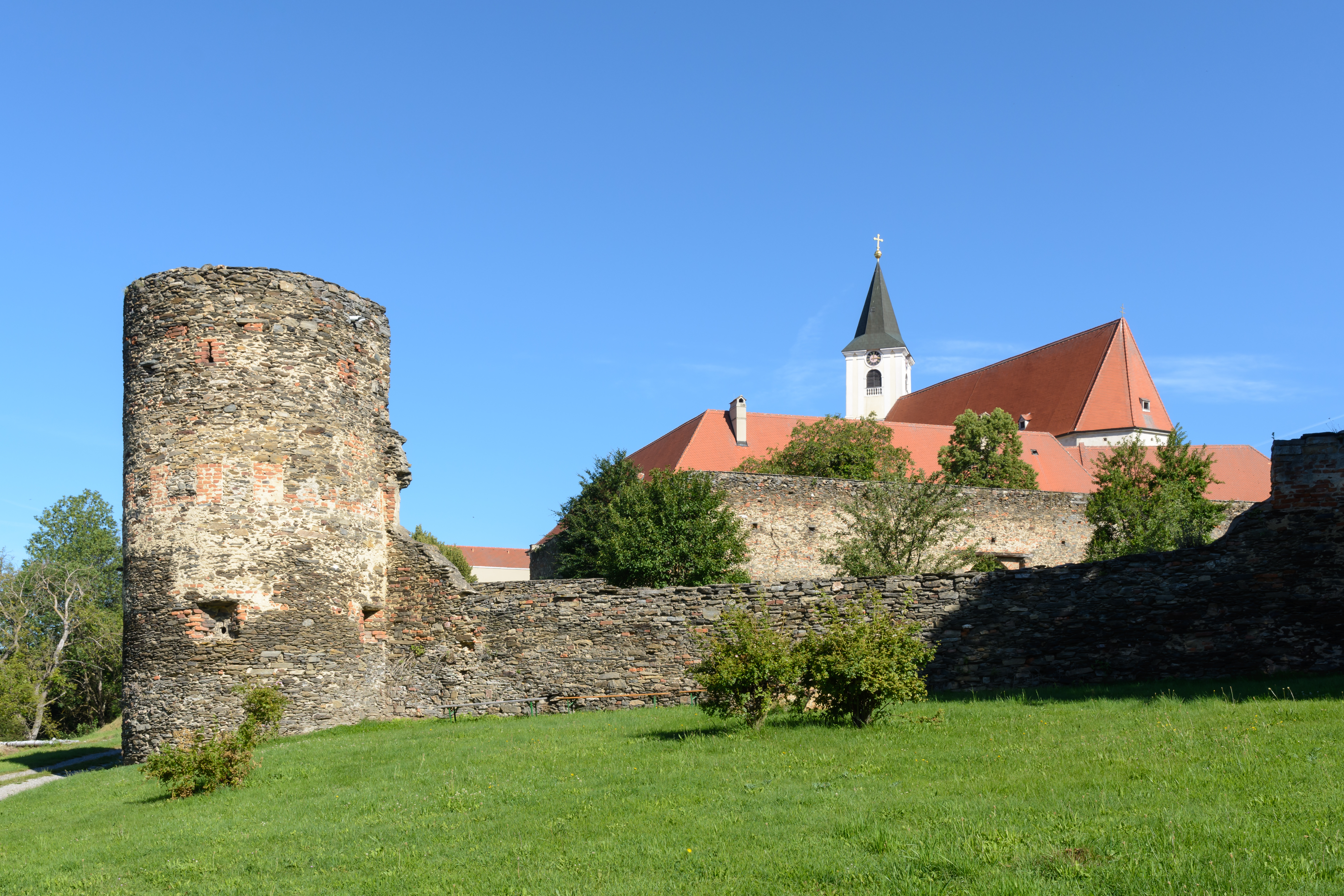
A kolostor egykori fala és tornya

Pernegg a tartomány Waldviertel régiójában fekszik. Legnagyobb folyóvizei a Pulkau és az Aumühlbach. Legmagasabb pontja a Trampelberg (546 m). Területének 43,8%-a erdő, 49,5% áll mezőgazdasági művelés alatt. Az önkormányzat 8 települést egyesít: Etzelsreith (34 lakos 2024-ben), Lehndorf (31), Ludweishofen (50), Nödersdorf (76), Pernegg (212), Posselsdorf (72), Raisdorf (133) és Staningersdorf (82).
A környező önkormányzatok: északra Geras, keletre Sigmundsherberg, délre Horn, délnyugatra Sankt Bernhard-Frauenhofen, nyugatra Irnfritz-Messern.

## Története
Pernegget 1112-ben említik először. Várát a Babenbergek rokonai, a Pernegg grófok építették. II. Ulrich von Pernegg 1153-ban premontrei férfikolostort alapított a szomszédos Gerasban, ugyanakkor pedig Perneggben egy apácakolostort, ahová a csehországi Louniowicból költöztettek apácákat. A két kolostort 1188-ban átadták a passaui püspöknek. A perneggi kolostor a gerasi apátságnak volt alárendelve (vezetője csak a 15. századtól használhatta a perjelnő címet), így kezdettől fogva szoros kapcsolat volt a két intézmény között.
A Pernegg család 1220-ban kihalt, a vár pedig hercegi tulajdonba került, de a késő középkorban sokat veszített jelentőségéből; 1449-ben le is bontották a romos épületet, csak kápolnája maradt meg. A települést a 13. századtól már mezővárosként emlegették.
A 16. században a lakosság nagy része protestánssá vált és a kolostor 1585-re elnéptelenedett; Gerasból származó premontrei szerzetesekkel népesítették be újra. A két kolostor között komoly konfliktusok alakultak ki, 1644-ben Pernegg önállósodott, de lelki vonatkozásokban továbbra is a gerasi apát irányítása alatt maradt. A harmincéves háború során a kolostort a császári csapatok (1619/1620-ben ) és a svédek (1645-ben) kifosztották, de ezt követően újjáéledt és gyümölcsöző tudományos tevékenységet folytatott. 1700-ban apátsági rangra emelték, de II. József császár egyházrendeletét követően 1783-ban felszámolták, a perneggi plébániát pedig a gerasi apátsághoz rendelték. 
A nemzetiszocialista időkben, 1940-ben mindkét kolostort kisajátították és kitelepítetteket helyeztek el bennük. Az 1945-ös harcok súlyos károkat okoztak az épületekben. Az elhagyatott kolostorkomplexum felújítása 1992-ben kezdődött. 

## Lakosság
A perneggi önkormányzat területén 2024 januárjában 690 fő élt. A lakosságszám 1900-ban érte el a csúcspontját 1289 fővel, azóta folyamatosan csökkenő tendenciát mutat. 2022-ben az ittlakók 97,9%-a volt osztrák állampolgár; a külföldiek közül 0,7% a régi (2004 előtti), 1,2% az új EU-tagállamokból érkezett. 0,1% az egykori Jugoszlávia (Szlovénia és Horvátország nélkül) vagy Törökország polgára volt. 2001-ben a lakosok 96,9%-a római katolikusnak, 0,8% evangélikusnak, 2% pedig felekezeten kívülinek vallotta magát. Ugyanekkor a legnagyobb nemzetiségi csoportot a németek (99,6%) mellett a szerbek alkották 1 fővel (0,1%).
A népesség változása:

| 2016 | 709 |
| 2018 | 701 |

## Látnivalók
- a perneggi apátság és a Szt. Andrásnak szentelt apátsági templom
- az 1562-ben felállított pellengér

## Fordítás
- Ez a szócikk részben vagy egészben  a   Pernegg (Niederösterreich) című német Wikipédia-szócikk ezen változatának fordításán alapul.  Az eredeti cikk szerkesztőit annak laptörténete sorolja fel. Ez a jelzés csupán a megfogalmazás eredetét és a szerzői jogokat jelzi, nem szolgál a cikkben szereplő információk forrásmegjelöléseként.